# Petrofac
Petrofac este o companie britanică, unul din liderii mondiali în domeniul serviciilor în industria petrolieră, printre clienții Petrofac numărându-se multe dintre marile companii petroliere precum și operatori independenți.
Petrofac este listată la bursa londoneză și face parte din indicele FTSE 100.
Prin cele șapte divizii ale sale, Petrofac proiectează, construiește facilități de producție pentru țiței și gaze, operează, întreține și optimizează facilități de producție, ridică calificarea și instruiește personalul operativ, mărește producția și, folosind sinergiile rezultate din capacitatea de a utiliza un portofoliu extins de servicii, investește în dezvoltarea infrastucturilor de producție și a zăcămintelor de țiței și gaze.
Serviciile oferite de Petrofac acoperă aproape în întregime ciclul de producție al țițeiului și gazelor, de la nivel de sondă până la procesare, rafinare și transport.